# نافذة مبوبة

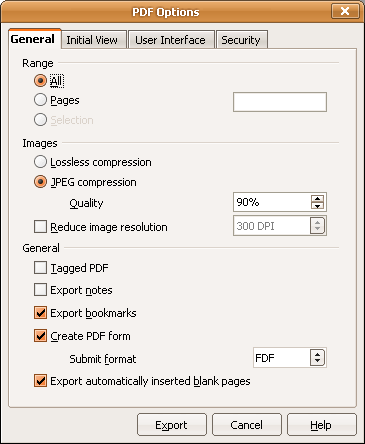

النافذة المبوبة ضرب من التحكم الحاسوبي يكون بعرض الوثائق الكثيرة في النافذة الواحدة، باستعمال التبويب للتنقل بين الوثائق.